# Suwarsih Djojopuspito
Suwarsih Djojopuspito, soms ook Soewarsih Djojopoespito, (Bogor (bij haar geboorte nog Buitenzorg geheten), Nederlands-Indië, 20 april 1912 – Yogyakarta, Indonesië, 24 augustus 1977) was een Indonesische auteur. Ze werd beschouwd als een van de belangrijkste Indonesische feministische schrijvers. Djojopuspito publiceerde van de jaren 1940 tot de jaren 1970. Tot haar bekendste werken behoren de semi-autobiografische roman Buiten het gareel (1940) en de verhalenbundel Empat Serangkai (1954). Ze behoorde tot de voorhoede van de vroege feministische auteurs in Indonesië die voorafgingen aan de Nieuwe Orde. Ze was een van de eerste vrouwelijke schrijvers van wie werk gepubliceerd door de staatsuitgeverij Balai Pustaka, samen met Sariamin Ismail, Fatimah Hasan Delais en Saadah Alim.

## Biografie

### Vroege leven
Djojopuspito werd geboren in 1912. Haar vader, Raden Bagoes Noersaid Djojosapoetro, was een koopman. Haar moeder Hatidjah kwam uit een islamitische Chinese familie. Ze ging naar de Kartinischool en vanaf 1918 naar de MULO in Bogor (Buitenzorg). Na 1928 begon ze aan de lerarenopleiding in Surabaya, die ze in 1930 afrondde. Ze was een van de twee Javaanse studenten van de dertig studenten in haar schooljaar. De ervaring ‘minderwaardig’ gevonden te worden door haar klasgenoten en de onmogelijkheid om de scheidslijnen tussen haar en de anderen te doorbreken, vormde haar en tijdens de lerarenopleiding raakte ze betrokken bij de Indonesische nationalistische beweging en educatieve projecten die daaraan verbonden waren. Ze sloot zich aan bij Jong Java.
Haar zus Suwarni was betrokken bij een "wilde school" in Bandung, een ongesubsidieerde, particuliere school die ernaar streefde nationalistische studenten onderwijs in Europese stijl te geven. Na haar afstuderen aan de lerarenopleiding begon Suwarsih Djojopuspito zelf als leerkracht op een van deze scholen in Batavia. In 1932 trouwde ze met Soegondo Djojopuspito, die ook op een wilde school werkte. Dit was een partner uit eigen, vrije keuze, een feministische keuze in Java. Ze bleven gedurende de jaren dertig lesgeven op verschillende scholen rond Java, in Semarang, Bandung en Batavia.

### Werk
Tijdens de late jaren 1930, terwijl ze nog steeds werkte als onderwijzeres, publiceerde ze essays in het Nederlands ter ondersteuning van progressieve doelen zoals de afschaffing van polygamie. In Kritiek en Opbouw, een onafhankelijk tijdschrift uit toenmalig Indië, schreef zij meerdere artikelen, waarin zij onder meer aandrong op vrijlating van de nationalistische leiders uit ballingschap.
In deze tijd begon ze met het schrijven van de semi-autobiografische romans Marjanah en Buiten het gareel. Buiten het gareel is een van de weinige romans die in het Nederlands is geschreven door een Indonesische auteur. Het boek beschrijft het leven van Indonesische leraren op de 'wilde scholen', hun toewijding aan de nationalistische beweging van Soekarno en hun strijd tegen armoede en uitsluiting. Buiten het gareel is ook een feministische roman. Djojopuspito schreef over de ongelijke positie van vrouwen binnen de nationalistische beweging en in het huwelijk.
Djojopuspito had eerst een andere roman in het Soendanees geschreven en probeerde die te laten drukken via de overheidsdrukkerij, Balai Pustaka. Deze roman werd echter afgewezen, omdat deze ongepast zou zijn vanwege de nationalistische thema's. Ze besprak de kwestie met literair criticus E. du Perron, die voorstelde het boek te herschrijven of te bewerken tot een nieuwe Nederlandstalige roman, en die feedback gaf op het manuscript. De roman werd in de herschreven vorm gepubliceerd in 1940, en in een tweede editie in 1946. Die tweede editie, met een voorwoord van Du Perron, kreeg meer aandacht en werd breed uitgemeten in de Nederlandse literaire pers.
Na het uitroepen van de Indonesische onafhankelijkheid bleef uitgeverij Balai Pustaka bestaan, in een nieuwe vorm die niet langer vijandig stond tegenover nationalistische verhalen. Daardoor kon ze, ondanks dat Djojopuspito pas in de jaren 50 in het Indonesisch schreef en haar eerdere werk was geschreven in het Soendanees en het Nederlands, bij Balai Pustaka publiceren. Eerst Marjanah, een roman die ze in de jaren 1930 in het Soendanees had geschreven, en die door hen werd uitgegeven in 1959. Suwarsih Djojopuspito maakte een Indonesische vertaling van Buiten Het Gareel, die  onder de titel Manusia Bebas ('vrije mensen') werd uitgegeven in 1975.
Haar laatste roman Maryati werd pas in 1982 postuum gepubliceerd door Pustaka Jaya. Deze roman was ook grotendeels autobiografisch, en beschreef de ervaringen van een Indonesische adolescent, opgeleid in Bogor in 1928.
Djojopuspito stierf op 24 augustus 1977 aan een hersenbloeding. Zij werd begraven op de Taman Wijayabrata Tamansiswa-begraafplaats in Yogyakarta.
De laatste uitgave van Buiten het gareel in het Nederlands is een druk uit 1986. In 2021 werd een essay van Lara Nuberg gepubliceerd in de bundel De koloniale leeslijst over Djojopuspito en het belang van Buiten het gareel in de huidige tijd.